# هشترود
هشترود و یا سرسکند یکی از شهرهای جنوبی استان آذربایجان شرقی و مرکز اداری شهرستان هشترود است.

## جغرافیا
این شهر به‌طور متوسط ۱۱۵۰ متر از سطح دریا ارتفاع دارد. هشترود در ۶۵ کیلومتری غرب میانه و ۱۱۴ کیلومتری جنوب شرق تبریز واقع شده و مساحت آن ۶٫۲۴ کیلومتر مربع می‌باشد.
هشترود به وسیلهٔ چند رودخانهٔ فرعی سیراب می‌شود. در این میان، رودخانهٔ قرانقوچای که از پیرامون این شهر می‌گذرد، بزرگ‌ترین رودخانهٔ منطقه بوده و یکی از شاخه‌های قزل اوزن محسوب می‌شود. همچنین در هشترود و اطراف آن، چندین چشمهٔ آبگرم معدنی وجود دارد.
آب و هوای هشترود کوهستانی بوده و میانگین سردترین دمای آن ۳- درجهٔ سانتی‌گراد و مربوط به ماه ژانویه و میانگین گرم‌ترین دمای آن ۳۴+ درجهٔ سانتی‌گراد و مربوط به ماه اوت است. دمای هوا در روزهای سرد زمستان تا ۳۰- درجه سانتیگراد نیز ممکن است برسد. همچنین متوسط بارندگی سالیانه در این شهر بین ۳۰۰ تا ۵۰۰ میلی‌متر متغیر است.

## جمعیت
جمعیت این شهر برپایهٔ سرشماری عمومی نفوس و مسکن سال ۱۳۹۵ هجری شمسی، ۲۰٬۵۷۲ نفر بوده‌است.

## محصولات کشاورزی
از محصولات تولیدی این شهر می‌توان به حبوبات، عسل، غلات، کره، میوه‌جات، علوفه و محصولات حیوانی اشاره کرد.
صنعت قالی‌بافی در هشترود و روستاهای تابعهٔ آن بسیار پررونق است.
شغل بیشتر ساکنین هشترود در گذشته نه چندان دور کشاورزی بوده ولی در سال‌های اخیر به دلیل مهاجرت بسیار زیاد به شهرهای تبریز و تهران رونق گذشته کشاورزی در این شهر وجود ندا رد.
در لغتنامه دهخدا هشترود چنین توصیف می‌شود: «در مغرب گرمرود و در دامنهٔ شرقی سهند واقع شده و دارای زمستانهای سخت و تابستانهای معتدل و قراء حاصلخیز متعدد است که به واسطهٔ شعبات قزل اوزن مانند قرانقو، آق دوغمش و شهری مشروب می‌شوند و مراتع متعدد دارد که در آنها گله‌های زیاد نگاه می‌دارند. مرکز آن سراسکند در کنار یکی از شعب قرانقو واقع شده». شهرستان هشترود از دیرباز به عنوان یکی از مراکز مهم تولید غلات در استان آذربایجان شرقی محسوب می‌شود.

## راه‌های دسترسی
- راه‌آهن سراسری تهران - تبریز ایستگاه راه‌آهن هشترود خراسانک هشترود
- اتوبان زنجان - تبریز خروجی هشترود
- جاده قدیم میانه - تبریز سه راهی قره چمن به سمت هشترود
- جاده میانه - هشترود به طول ۶۵ کیلومتر